# 트레드링스
트레드링스(영어: TradLinx)는 2015년 설립된 대한민국 IT 기업이다. TradLinx는 수출입 물류 플랫폼을 개발하여 수출입 물류 시장에 정보를 제공하고 수출입 기업들이 전문성 있는 물류 서비스를 제공받을 수 있게 하고 있다. 설립 초기 수출입 물류 정보시스템을 오픈하여 포워딩 및 수출입 기업 사용자들을 토대로 성장하고 있으며 최근 수출입 통합 화물 관리 시스템을 오픈하여 솔루션 서비스 기업으로 변모를 꾀하고 있다.

## 사업 내용
트레드링스의 주요 사업은 크게 물류 정보 시스템과 수출입 통합 화물관리 시스템으로 구분된다. 물류 정보 시스템은 해상 컨테이너 선사 스케줄, 항공 화물 스케줄, LCL 콘솔화물 스케줄, 컨테이너 터미널 스케줄, 화물 및 선박 위치추적 등으로 나뉘어 진다. 물류 정보 시스템은 다수의 선사 및 항공사들의 화물 스케줄을 각각의 사이트 산재되어 있는 것을 한 곳에서 일원화된 데이터 형태로 제공하고 있다. 수출입 통합 화물관리 시스템은 국내 수출입 기업들이 지역과 물품 특성에 맞는 맞춤형 물류 포워딩들로부터 다수의 견적을 비교하고 선택하여 수출입 물류를 진행할 수 있는 플랫폼 형태의 시스템이다. 또한 견적들과 과거 이력 관리, 서류 관리, 화물 추적 등 통합 물류 관리 시스템을 제공하여 수출입 기업들이 엑셀과 하드카피로 관리하던 수출입 물류를 온라인에서 가능하게 하였다. 

## 연혁
2015.05 ㈜트레드링스 설립 
2015.12 트레드링스 정보 시스템 서비스 개시 
2016.05 인천항만공사(IPA) 트레드링스 정보 시스템 제공 
2016.08 Series A 투자 유치 
2017.06 트레드링스 모바일 최적화 리뉴얼 
2017.10 통합 화물 관리 시스템 전면 리뉴얼 
2017.11 2017 벤처 창업 활성화 국무총리 표창 수상 
2018.01 FSK L&S와 수출입 물류 데이터 판매 계약 

## 물류 정보 시스템

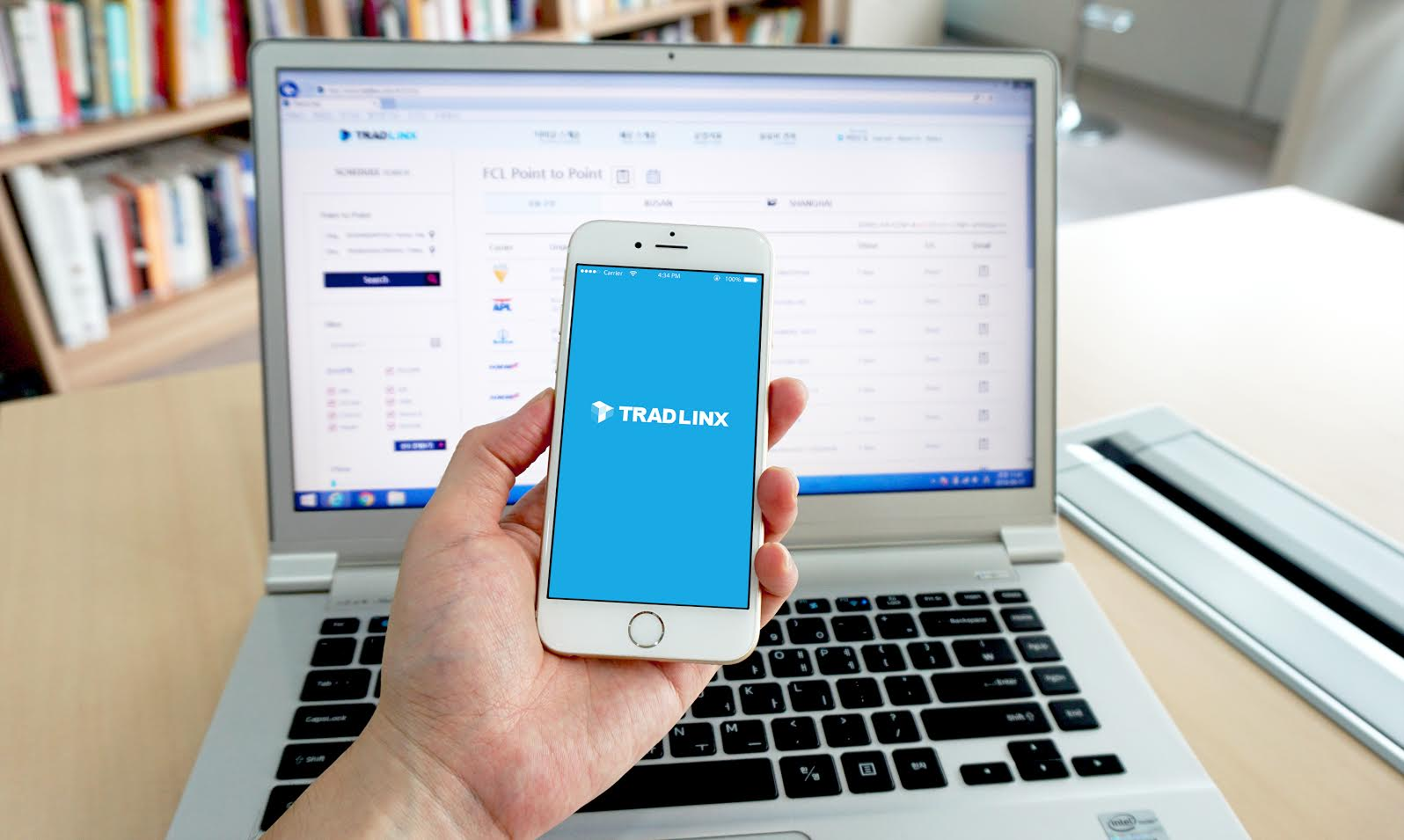
트레드링스 물류 정보 시스템

#### 해상스케줄
트레드링스의 물류 정보 서비스는 전세계 주요 컨테이너 선사들의 스케줄을 트레드링스가 데이터화하여 일원화된 형식으로 보여주는 시스템이다. 트레드링스는 선사들의 데이터를 지속적으로 업데이트하여 실시간에 가까운 데이터 보유로 스케줄 변화를 즉각 반영하고 있다. 또한 국내 항들의 데이터뿐만 아니라 3국간들의 모든 주요 항구들의 데이터를 보유하고 있어 전세계의 컨테이너 스케줄의 확인이 온라인을 통해 바로 가능하다. 

##### 주요 컨테이너 선사
- ANL Container Line Pty Limited[2]
- APL Ltd.[3]
- CK LINE Co., Ltd.[4]
- CMA CGM[5]
- CNC Line[6]
- COSCO Container Lines Co., Ltd[7]
- Dongjin shipping co.,ltd[8]
- Evergreen Marine Corp.[9]
- Emirates Shipping Line DMCEST[10]
- Heung-A Shipping Co.,Ltd.[11]
- Hafez Darya Arya Shipping Co.[12]
- Hapag-Lloyd[13]
- Hyundai Merchant Marine[14]
- K LINE Kawasaki Kisen Kaisha, Ltd.[15]
- Korea Marine Transport Co., Ltd.[16]
- Maersk Line[17]
- MCC Transport[18]
- MOL Mitsui O.S.K. Lines, Ltd.[19]
- MSC Mediterranean Shipping Company S.A.[20]
- Namsung Shipping[21]
- Orient Overseas Container Line Ltd[22]
- Pan Ocean Co., Ltd.[23]
- Pan Continental Shipping Co,. Ltd.[24]
- Dongyoung Shipping[25]
- Pacific International Lines[26]
- SITC International Holdings Co., Ltd.[27]
- Sinokor Merchant Marine Co., Ltd.[28]
- T.S. Lines Co., Ltd.[29]
- Taiyung Shipping Co., Ltd.[30]
- Wan Hai Lines Ltd.[31]
- YangMing Marine Transport Corp.[32]
- ZIM Integrated Shipping Services Ltd.[33]

#### 항공 화물 스케줄
트레드링스의 항공 화물 스케줄은 각각 항공사들의 항공 스케줄 데이터를 일원화 하여 주요 항공사들의 화물기 스케줄을 보여주는 시스템이다. 항공 화물 스케줄은 엑셀 또는 전화로만 확인 가능하였으나 트레드링스가 온라인 항공 화물 스케줄 출시하며 한 구간에 대해 다수의 항공 스케줄 확인이 가능해졌다.

##### 주요 카고 서비스 제공 항공사
- 대한항공 (Korean Air)[34]
- 아시아나항공 (Asiana Airlines)[35]
- 유나이티드 항공 (United Airlines)[36]
- 중화항공 (China Airlines)[37]
- 중국남방항공 (China Southern Airlines)[38]
- 에바항공 (EVA Air)[39]
- 싱가포르 항공 (Singapore Airlines)[40]
- 말레이시아 항공 (Malaysia Airlines)[41]
- 타이항공 (Thai Airways)[42]
- 일본항공 (Japan Airlines)[43]
- 전일본공수 (All Nippon Airways)[44]
- 에어 프랑스 (Airfrance)[45]
- 케이엘엠네덜란드항공 (KLM Royal Dutch Airlines)[46]
- 카고룩스항공 (Cargolux)[47]
- 터키항공 (Turkish Airlines)[48]
- 에미레이트 항공 (Emirates)[49]
- 루프트한자 항공 (Lufthansa)[50]
- 카타르 항공 (Qatar Airways)[51]
- 마르틴에어 (Martinair)[52]
- IAG Cargo[53]

#### 터미널 스케줄[54]
트레드링스의 터미널 스케줄은 국내 20여개 모든 컨테이너 터미널의 실시간 정보를 제공하고 있다. 모선별로 출도착 정보, 선적/하역 작업 정보, Cut-off 시간, 출발시간 등 터미널과 모선명으로 실시간 작업 상황을 확인 가능하다.

##### 국내 주요 컨테이너 터미널
- 신선대 컨테이너 터미널(BPT 감만)[55]
- 신선대 컨테이너 터미널(BPT 신서대)[55]
- 부산 신항 컨테이너 터미널(BNCT)[56]
- 동부 부산 컨테이너 터미널[57]
- E1 컨테이너 터미널[58]
- 한진 인천 컨테이너 터미널[59]
- 한진 부산 컨테이너 터미널(주)[60]
- 허치슨포트 부산[61]
- 허치슨포트 광양(한국국제)[62]
- PSA 현대 부산 신항만[63]
- (주)인천 컨테이너 터미널[64]
- 군산 컨테이너 터미널[65]
- 정일 울산 컨테이너 터미널[66]
- CJ대한통운 광양 컨테이너 터미널[67]
- 평택 컨테이너 터미널(PCTC)[68]
- 부산 신항만 컨테이너 터미널(PNC)[69]
- 부산 신항 국제터미널(PNIT)[70]
- SM상선 광양터미널[71]
- 선광 신컨테이너 터미널(SNCT)[72]

## 수출입 통합 화물관리 시스템

#### 수출입 물류 컨설팅 서비스
트레드링스의 전문 물류 컨설턴트들이 라우팅, 운송수단, 필요서류 등 가이드를 포함한 수출입 물류에 대한 전반적인 컨설팅을 제공하고 있다.

#### 물류비 비교견적 서비스
수출입을 진행하는 기업들에게 다수의 전문 포워더의 견적을 비교해주는 서비스로 지역별 물품별로 전문성이 나뉜 물류 기업들의 견적 비용과 프로모션 구간 견적 등을 제공한다.

#### 물류사 매칭 서비스
다수의 파트너사를 기반으로 지역, 운송수단, 화물특성을 복합적으로 고려하여 전문성있고 경쟁력있는 운임을 제공한다.

#### 서비스
수출입 기업들이 온라인 시스템을 통해 실시간 화물 위치 추적, 수출입 서류관리, 물류진행 이력관리 등 수출입 물류 관리를 위한 통합 서비스이다.

## 사업장
- [본사] 서울특별시 서초구 서초대로 77길 17, 13층